# 遠賀川

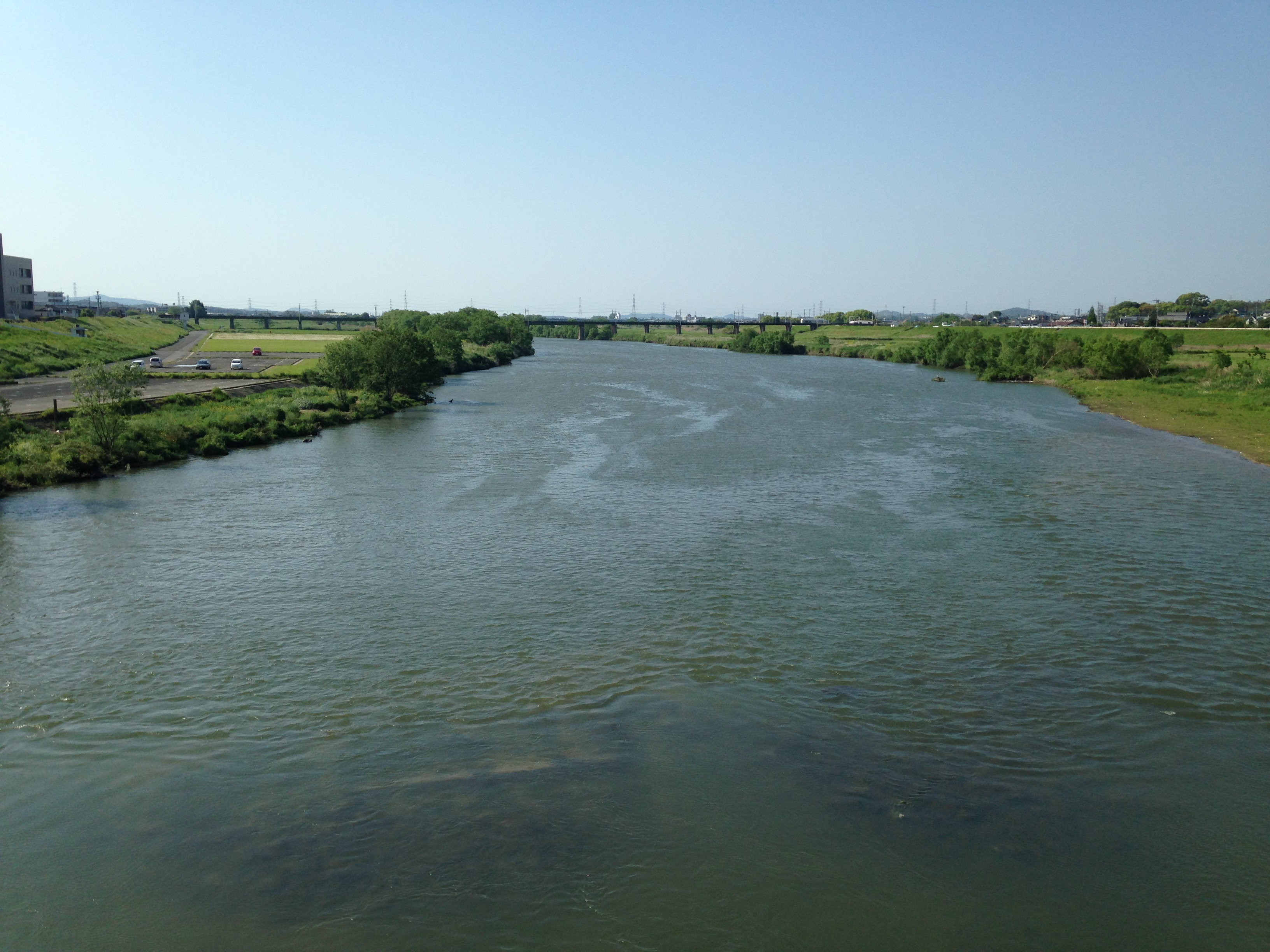
直方市・日の出大橋より

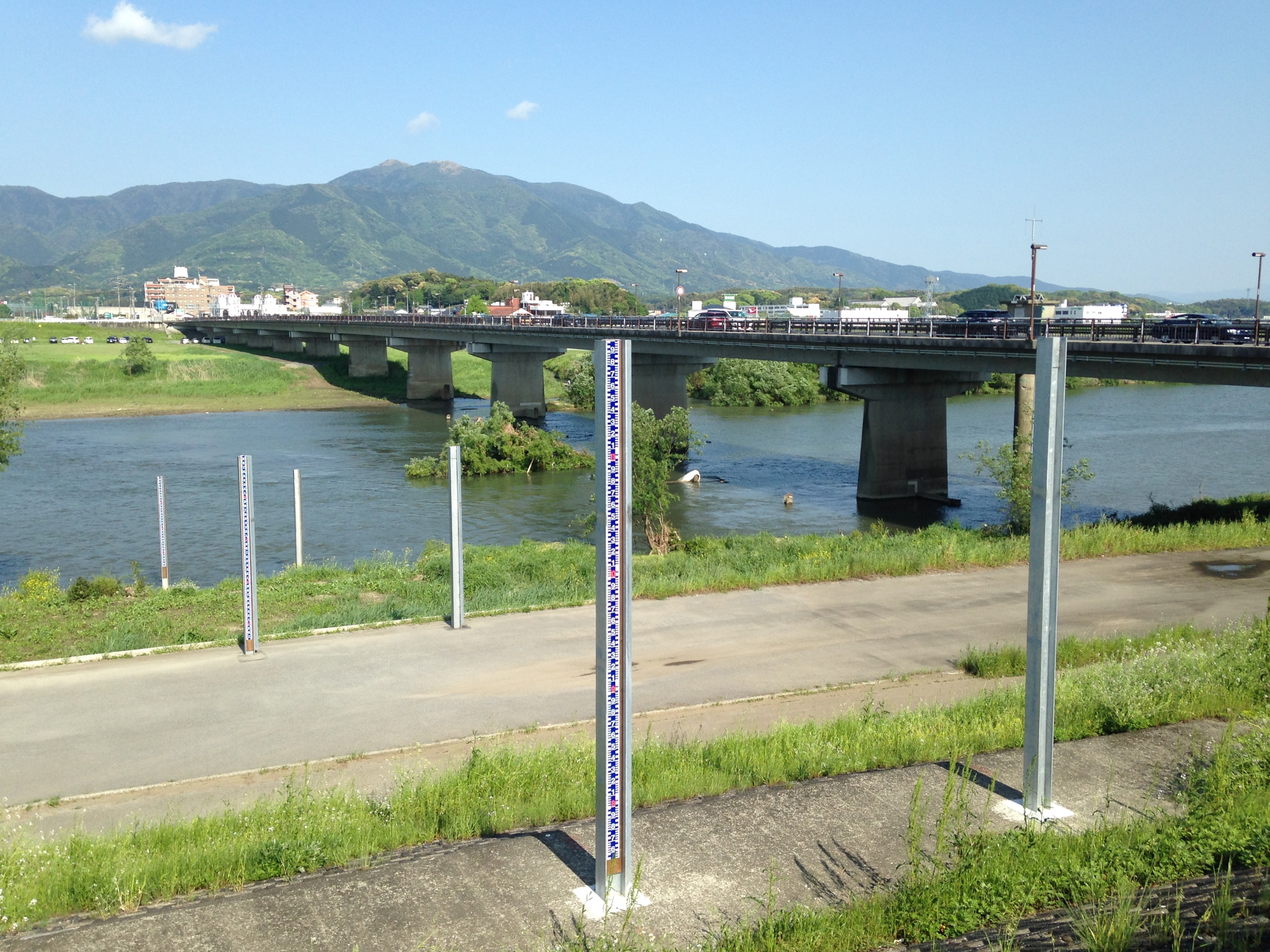
日の出大橋と量水標

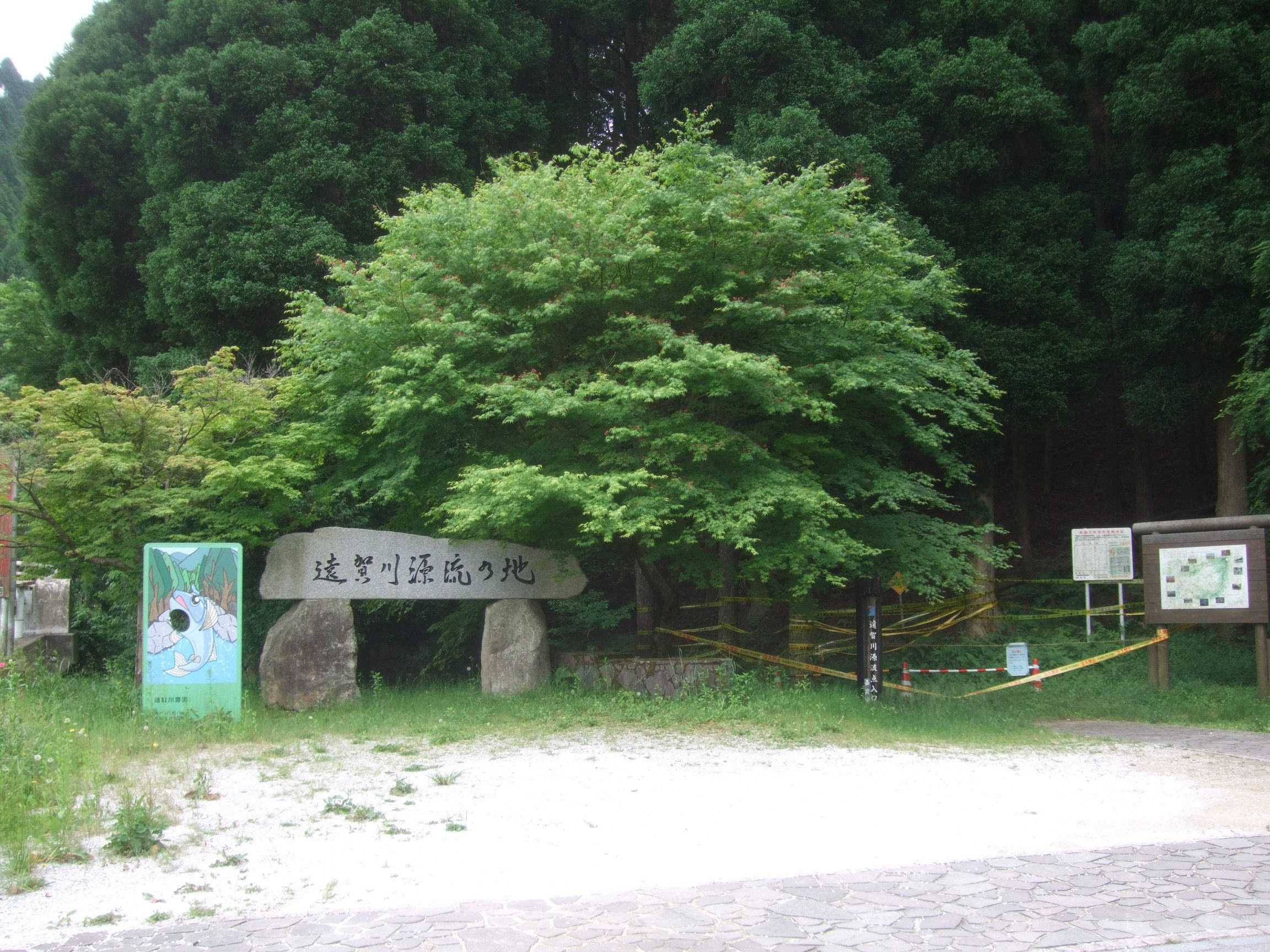
遠賀川源流公園

遠賀川（おんががわ）は、福岡県の筑豊地方から北九州市・中間市・遠賀郡を流れる一級河川。流域市町村は7市14町1村。流域内人口約67万人。九州で唯一、鮭が遡上する川でもある。

## 名称の由来
「遠賀川」と呼ばれるようになった時期は、石炭輸送が盛んになった明治20年代後半ではないかと考えられている。それ以前の古い記録に「直方川」とはあっても「遠賀川」という記述は見られない。
明治20年の地図には「嘉麻川」と表示されたが、それが「遠賀川」と呼ばれるようになったのは、下流にある「遠賀郡」から取ったと思われる。
「遠賀」の由来は「遠賀郡」と同じく、この川の河口一帯は『古事記』の時代に「岡」（おか、旧仮名では「をか」）と呼ばれ、のちに「遠賀」（おんが）と転訛した。

## 地理
福岡県嘉麻市の馬見山（標高978m）に源を発し、彦山川、犬鳴川などの支流を合わせながら筑豊地方の平野部を流れて福岡県北部の響灘へと注ぐ。流域では、北九州市から伊勢湾地域まで分布する弥生時代初期の遠賀川式土器が発見されている。
流域の土地利用は山地等が約80%、水田や果樹園等の農地が約14%、宅地等市街地が約6%となっている。流域内の人口密度は約620人/km²と高く、川との近接度が高いため、ひとたび川が氾濫すると大きな被害を受けやすい。
明治時代からは筑豊地方のいたるところに炭鉱が開かれ、初期には「川ひらた」と呼ばれる川舟による舟運が石炭輸送を担い、遠賀川と堀川や江川の運河を往来していたが、徐々に鉄道にとって代わられた。
筑豊炭田の活動していた明治期から昭和30年代まで川の水質は鉱山廃水により黒く汚れ、大きく損なわれていたが、エネルギー革命による炭鉱閉山や下水道普及により現在水質は大きく改善されている。かつて魚の姿の消えた川も、現在では九州で唯一の鮭が遡上する川であり、また鮭が遡上する国内の南限とされる。上流の嘉麻市には国内で唯一、鮭を神様の使いとして祭っている鮭神社があり、毎年12月に「献鮭祭（けんけんさい）」が開催される。
河川敷は市民の憩いの場として利用され、コスモスや菜の花・チューリップなどが咲く花の名所にもなっており、毎年4月初旬には「のおがたチューリップフェア」が開催され、18種類10万本のチューリップが咲きそろう。

## 流域の自治体
- 北九州市（八幡西区・若松区）
- 直方市
- 飯塚市
- 田川市
- 嘉麻市
- 中間市
- 宮若市
- 遠賀郡 岡垣町、芦屋町、水巻町、遠賀町
- 鞍手郡 小竹町、鞍手町
- 嘉穂郡 桂川町
- 朝倉郡 筑前町

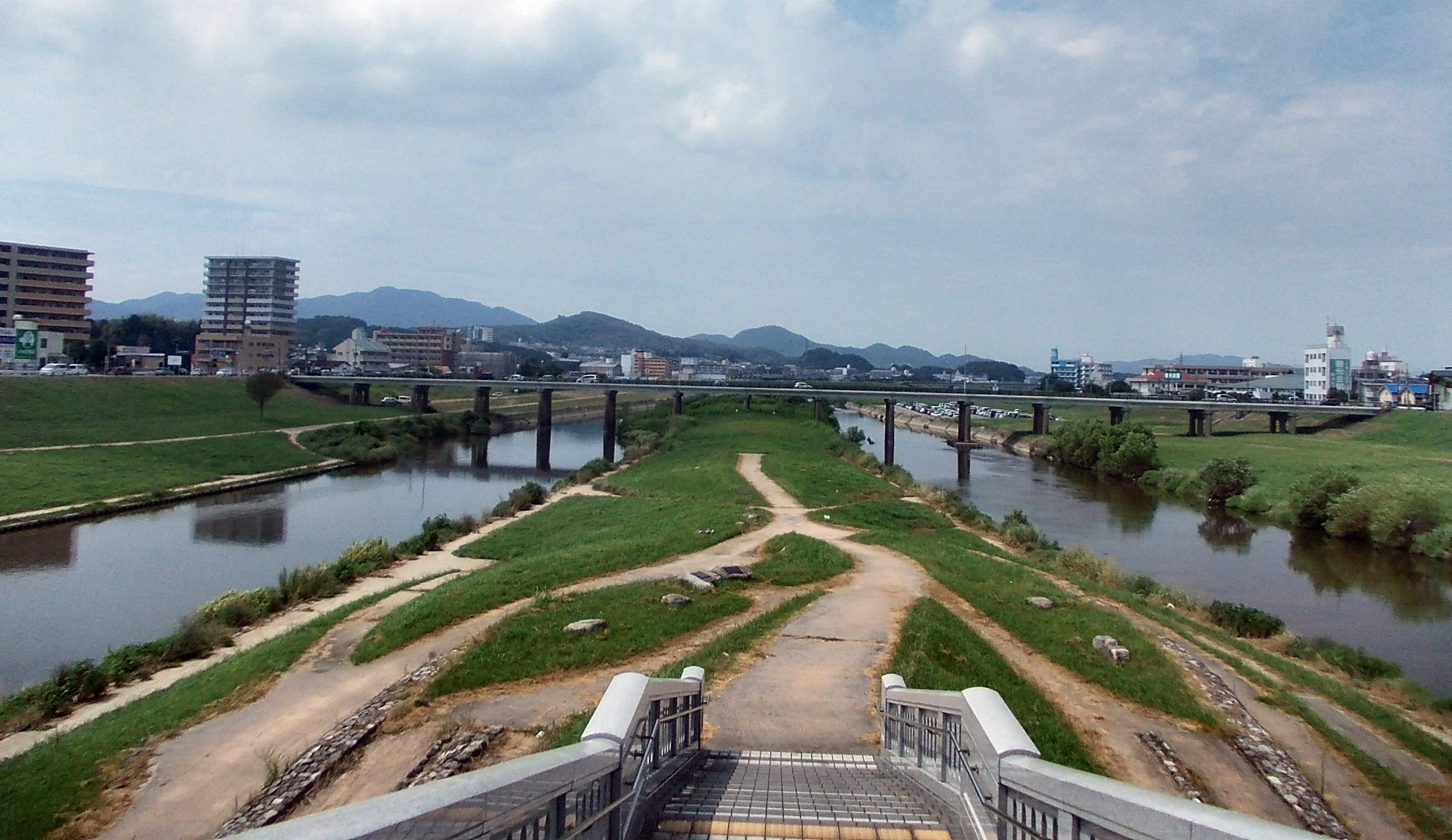
飯塚市芳雄橋から見た穂波川との合流点

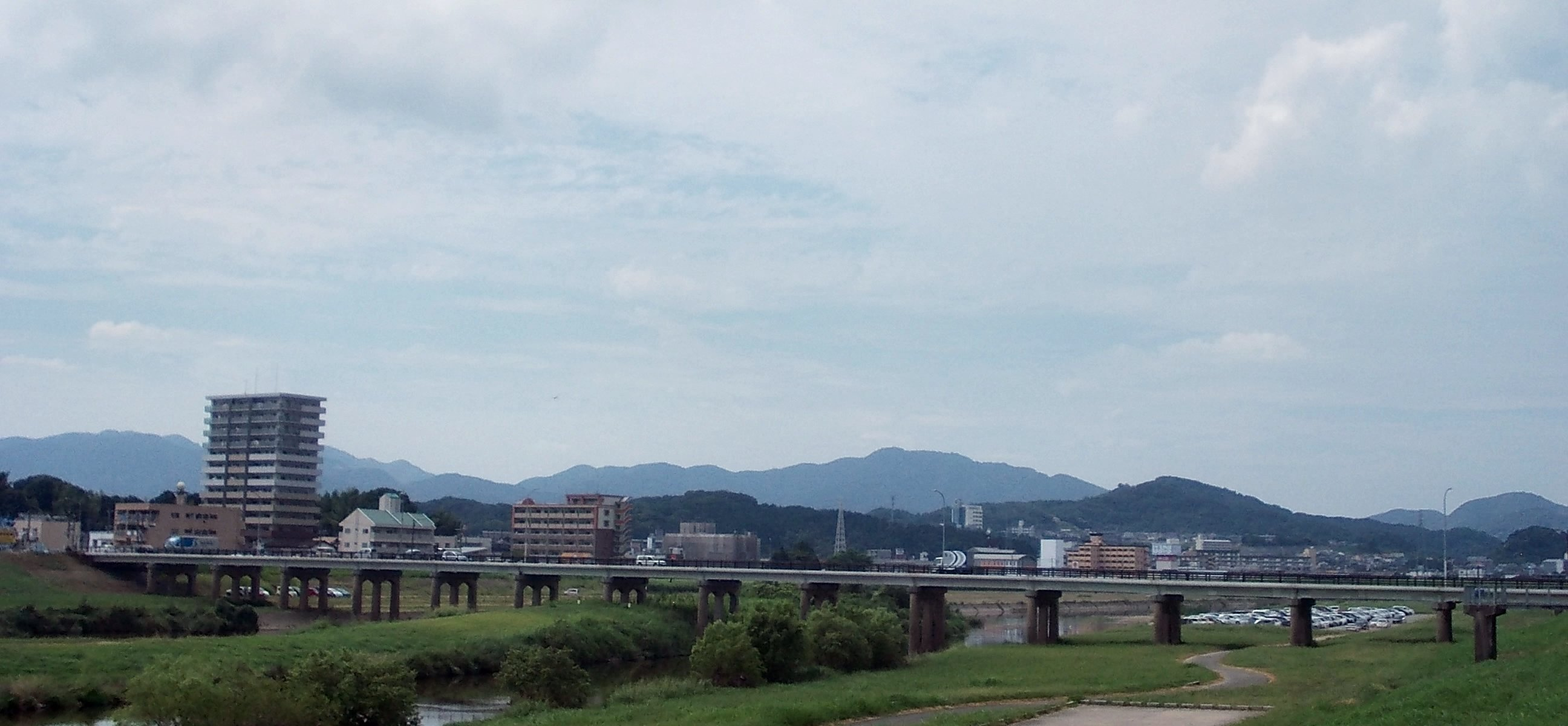
芳雄橋の北側に架かる国道201号の新飯塚橋。橋のすぐそばが穂波川との合流点になっている。

- 田川郡 香春町、添田町、福智町、糸田町、川崎町、大任町、赤村

## 主な支流とその支流
- 西川（戸切川、前川、吉原川、平田川、蓮角川、山田川水路、長谷川①、北田川、南田川、六田川水路、白水川、菰川）
- 曲川（江川、新法寺川、払川、坂井川、宿ノ内川、羅漢川、堀川、赤水川、吉田川）
- 汐入川
- 神田川
- 黒川（佐瀬生川、白木川①、草木川、中畑川、音滝川、荒谷川、奥畑川、新延川）
- 笹尾川（金剛川、流川）
- 尺岳川
- 近津川（藤野川、前田川）
- 福地川（空方川、身老川、下ノ川、藤田）
- 伊方川
- 弁城川
- 福智川（岩屋川）
- 犬鳴川（倉久川、有木川、上有木川、神埼川、生田川水路、法花寺川、天井川、舞鶴川、脇田川、福井川、迎野川、乙藤川、宝満田川、大浦川、大石川、大徳川、岩倉川、草場川、瀬戸川、山の口川、鹿子馬川、桧川）
  - 八木山川（小谷川、長倉川、池河内川、高藪川、裏ノ谷川、緑山川、夫婦木川）
  - 山口川（弥ヶ谷川、浅ヶ谷川、鳴水川、山下川、高柳川、畑川、貴船川、桐ノ木川）
  - 黒丸川（清水川、米の山川、山田川、長谷川②、井ノ坪川）
- 居立川（広江川、山部川）
- 庄司川（尾多羅川、小切畑川）
- 庄内川（鹿毛馬川、大城川、小峠川、権現谷川、高倉川、入水川、仁保川、多田川、荒谷川）
- 中元寺川（泌川、木城川、真木川、江良川、丸山川）
  - 猪位金川（猪膝川、あうたに川）
  - 安宅川（黒木川、筒丸川、荒平川）
- 金辺川（呉川、五徳川、柳谷川、大谷川、鮎返川、黒中川、住野川、天山川、城山川）
  - 御祓川（朝倉川、追迫川、大坂川、勘久川）
- 穂波川（碇川、馬敷川、大分川、山口川、明星寺川、姿川、平塚川、松浦川、徳前川、切畑川、大野川、福ヶ谷川）
  - 内住川（本谷川、舎利蔵川）
  - 泉河内川（浦川①、西郷川）
- 山田川（サワラデ川、清藤川、長春川、白木川②、猪鼻川）
- 建花寺川（相田川、蓮台寺川、池辺川、大日寺川）
- 新川
- 熊添川
- 千手川
- 屏川
- 椎木川
- 芥田川
- 才田川
- 彦山川（川端川、畑谷川、芳ヶ谷川、みうちたに川、一の宮川、駒啼川、不動川、浦田川、浦川②、新城川、長谷川③、櫛毛川、白髪川、吉木川、汐井川、深倉川、別所河内川）

## 主な利水施設

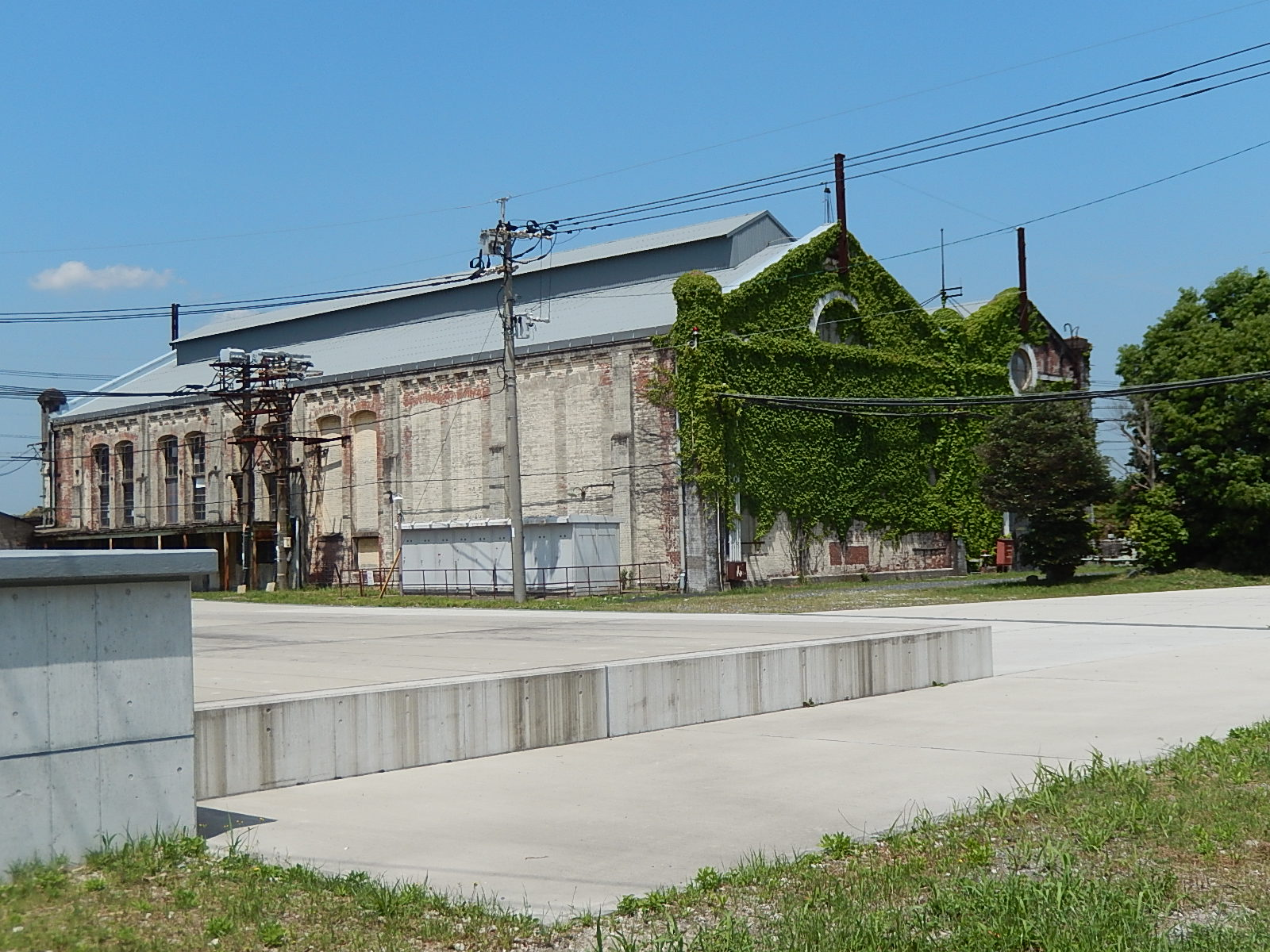
遠賀川水源地ポンプ室

- 遠賀川河口堰（長さは約517m。貯めることのできる水の量は1114万立方メートル[広報 8]）
- 陣屋ダム（中元寺川）
- 力丸ダム（八木山川）
- 犬鳴ダム（犬鳴川）
- 八幡製鉄所遠賀川水源地ポンプ室 - 中間市土手ノ内に1906年（明治39年）に設けられた工業用水の取水送水施設で、「明治日本の産業革命遺産 製鉄・製鋼、造船、石炭産業」の構成資産として世界遺産に登録されている[広報 9]。

## 主な水害
- 1953年（昭和28年）6月下旬：昭和28年西日本水害[広報 10]により決壊、氾濫。旧植木町の全域が水没。住民5200人が避難を余儀なくされた[2]。川沿いにあった筑豊炭田のうち中小規模の炭鉱の多くが水没し[3]、炭鉱の衰退が加速する一因となった。
- 2003年（平成15年）7月18日 - 7月19日：九州地区を襲った集中豪雨により、河川が氾濫した。とくに飯塚市は、降り始めからの総雨量も300ミリをこえ、多くの被害が出た。
  - 飯塚市中心部が洪水。負傷者（重症）2人。被害総額49億7000万円。特に嘉穂劇場は甚大な被害を受け、復旧に1年を費やした。

## 河川敷で開催されるイベント
遠賀川やその支流の河川敷で開催される主なイベントを記載した。正確な開催時期や場所については公式サイトを確認されたい。
- 1月：ふるさと遠賀川親子凧あげ大会（中間市役所前河川敷）[広報 11]
- 4月上旬：のおがたチュ－リップフェア（直方市役所前河川敷）[広報 12]
- 5月下旬：川渡り神幸祭（田川市伊田、彦山川周辺）[広報 13]
- 5月下旬：おんがレガッタ（遠賀町遠賀川漕艇場）[広報 14]
- 7月下旬：のおがた夏まつり（直方市役所前河川敷）[広報 15]
- 8月上旬：飯塚納涼花火大会（飯塚市遠賀川中の島）[広報 16]
- 8月15日：灯籠流し（中間市役所前河川敷）[広報 11]
- 10月下旬：水巻町コスモスまつり（水巻町みどりんぱぁーく）[広報 17]

## エピソード
- 遠賀川の名は北九州市出身の作家リリー・フランキーの小説、『東京タワー 〜オカンとボクと、時々、オトン〜』の文中にも登場し、まさに筑豊を象徴する川といえる。また文中で、”オカン”からの手紙のなかに「“遠賀川にはかっぱがいるという伝説がある”」と記されていたが、福岡県内では筑後川に次いで河童伝説が多く伝わる川でもある。
- 遠賀川流域の男伊達の気性を川筋気質と呼ぶ。『川筋』という俗称は北九州地区でかつての炭鉱労働者やその運搬に関わる港湾労働者、そうした人々の住んでいた地域などをさす言葉。川筋気質は侠客めいた気性として知られ、川筋者とは俗に「荒くれ者、そうした気質」を言う。
- 芦屋町にある芦屋競艇場（BOAT RACE芦屋）は1952年の開場当初は遠賀川の河口部右岸河川敷（山鹿城址近く）にあり、遠賀川の水面をそのままコースとして使用していた[4]。遠賀川の一級河川指定と運輸省告示に基づく施設基準不適合を理由に1967年に現在地に移転している。